# Działacz społeczny

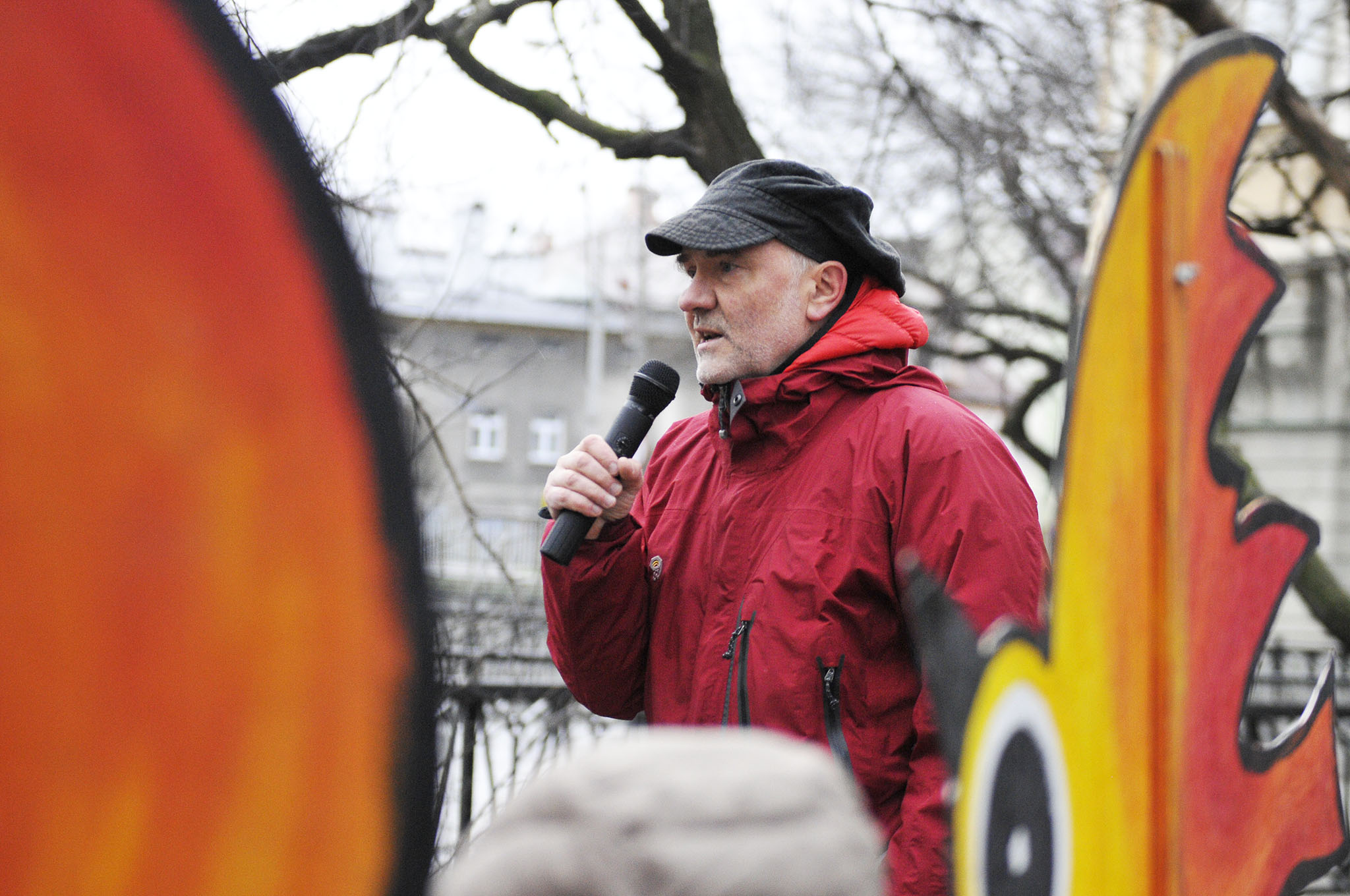
Działacz społeczny

Działacz społeczny, inaczej społecznik – osoba wykonująca działania na rzecz wspólnoty obywatelskiej, aktywista; aktywny członek, organizator i uczestnik stowarzyszeń oraz ruchów społecznych, fundacji, organizacji społecznych i samorządowych. Może działać, na przykład, na rzecz ochrony środowiska (ekolog) lub występować w społecznym interesie lokalnych społeczności.